# سوئانئندریا، تزیروآنوماندیدو
سوئانئندریا (به لاتین: Soanierana) یک منطقهٔ مسکونی در ماداگاسکار است که در Tsiroanomandidy واقع شده‌است.
 سوئانئندریا  ۷٬۰۰۰ نفر جمعیت دارد.